# Futrzak sulaweski
Futrzak sulaweski (Eropeplus canus) – gatunek gryzoni z rodziny myszowatych, występujący endemicznie w Indonezji w prowincji Celebes Środkowy na wyspie Celebes. Gatunek należy do monotypowego rodzaju futrzak (Eropeplus).
Futrzak sulaweski zamieszkuje lasy deszczowe, w górach na wysokości 1800–2300 m n.p.m. Jest foliofagiem, wiedzie naziemny tryb życia. Gatunek występuje na terenie Parku Narodowego Lore Lindu.